# Plagiolepis solitaria
Plagiolepis solitaria är en myrart som beskrevs av Mayr 1868. Plagiolepis solitaria ingår i släktet Plagiolepis och familjen myror. Inga underarter finns listade i Catalogue of Life.